# Tlayecapan
Tlayecapan är en ort i Mexiko.   Den ligger i kommunen Zautla och delstaten Puebla, i den sydöstra delen av landet, 160 km öster om huvudstaden Mexico City. Tlayecapan ligger 2 426 meter över havet och antalet invånare är 113.
Terrängen runt Tlayecapan är kuperad. Runt Tlayecapan är det ganska tätbefolkat, med 72 invånare per kvadratkilometer. Närmaste större samhälle är San Miguel Tenextatiloyan, 0,40 km söder om Tlayecapan. Trakten runt Tlayecapan består till största delen av jordbruksmark.